# Simba
|  | Denne artikel er oprettet af botten PalnaBot ud fra en ekstern database. Den kan derfor have sproglige fejl eller mangler. Denne skabelon kan fjernes efter kontrol af indholdet. |

Simba er en dokumentarfilm instrueret af Theodor Christensen efter eget manuskript.

## Handling
Motorskibet "Simba"s jomfrurejse til Østen via Suez-kanalen efter at skibet i 1955 blev afleveret fra B&W til ØK.